# Brăhășoaia
Brăhășoaia – wieś w Rumunii, w okręgu Vaslui, w gminie Ștefan cel Mare. W 2011 roku liczyła 365  mieszkańców.